# Гетто в Паричах
Гетто в Па́ричах (лето 1941 — 18 октября 1941) — еврейское гетто, место принудительного переселения евреев посёлка Паричи Светлогорского района Гомельской области и близлежащих населённых пунктов в процессе преследования и уничтожения евреев во время оккупации территории Белоруссии войсками нацистской Германии в период Второй мировой войны.

## Оккупация Паричей и создание гетто
В 1939 году в посёлке Паричи жил 1881 еврей. Посёлок был захвачен немецкими войсками 5 июля 1941 года, и оккупация продлилась почти три года — до 26 июня 1944 года.
Реализуя нацистскую программу уничтожения евреев, немцы создавали гетто почти во всех городах и населённых пунктах Беларуси, где проживало еврейское население. Так и в Паричах оккупанты организовали гетто.
Гетто было огорожено колючей проволокой, узникам запрещалось появляться без нашитых на верхнюю одежду желтых шестиконечных звезд. Ежедневно их использовали на принудительных работах, нередко издевательски-бессмысленных.

## Уничтожение гетто
Утром 18 октября 1941 года немцы с оружием и плетками в руках при помощи местных полицейских согнали узников гетто на пустырь, огороженный колючей проволокой, в центре посёлка (сейчас пересечение улиц Леухина в районе дома 39 и Социалистической). Затем евреев погрузили в грузовики, вывезли к расстрельным ямам примерно в 1,5 километра от деревни Высокий Полк и убили.
Во время этой «акции» (таким эвфемизмом нацисты называли организованные ими массовые убийства) были расстреляны примерно 1700 (1113) евреев. В марте 1944 года немцы выкапывали тела убитых и сжигали их, чтобы скрыть следы престтуплений.

## Случаи спасения и «Праведники народов мира»
Спасшиеся из Паричского гетто в большинстве своём воевали в партизанах. Среди них — Мойше Маликин, Мойше Блейхер, Абе Махтун, Иосиф Ольшанский и несколько девушек. Роза Элкина была в партизанском отряде с мужем и тремя детьми.
В Паричах Чаплинская Мария была удостоена почетного звания «Праведник народов мира» от израильского мемориального института «Яд Вашем» «в знак глубочайшей признательности за помощь, оказанную еврейскому народу в годы Второй мировой войны» — за спасение Горелик (Каплан) Раисы
18 октября 1941 года еврейского мальчика, Срола Плоткина, мать вытолкнула из колонны, которую вели на расстрел, и его забрали и спасли две жительницы соседней деревни Высокий Полк — Федора Боскина и её падчерица Дарья. За этот подвиг им также было присвоено почётное звание «Праведник народов мира».

## Память
Опубликованы неполные списки жертв геноцида евреев в Паричах.
Место расстрела находится севернее Парич по трассе Паричи-Бобруйск за деревней Высокий Полк примерно в 1 км с правой стороны в 20 метрах от трассы. Огороженная металлической решеткой площадка примерно 15х10 метров. После войны поле возле места расстрела стали распахивать и находили кости расстрелянных. В 1956 году останки собрали, перезахоронили, и в начале 1960-х годов бывшие евреи-паричане поставили памятник. В 1967 году рядом справа установили ещё один памятник. В конце 1980-х годов за ними поставили ещё один памятник и уложили плиты с известными фамилиями убитых.